# پل گوجو

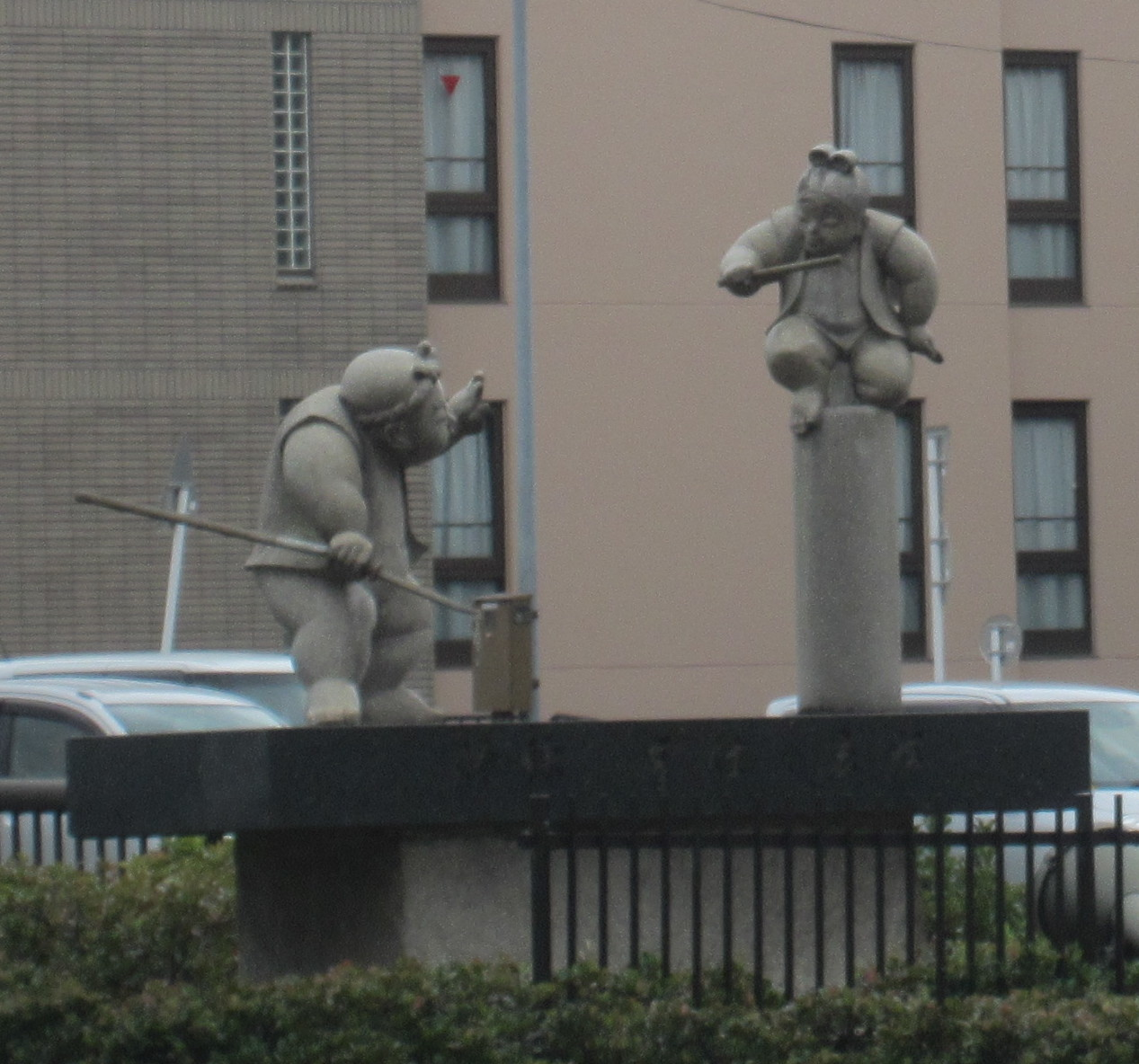
مجسمه‌های نزدیک به پل که رویارویی میناموتو نو یوشی‌تسونه با بنکی را نشان می‌دهند

پل گوجو (به ژاپنی: 五条大橋 Gojo Bridge)، یک پل در کیوتو در ژاپن آست که بر روی رود کامو قرار دارد.
پل فعلی در سال ۱۹۵۹ ساخته شد. پل اصلی گوجو، در شمال، به عنوان محل برخورد میناموتو نو یوشی‌تسونه و دوئل بعدی با بنکی شناخته می‌شود.